# Йездимир Богдански
Йездимир Богдански (на македонска литературна норма: Јездимир Богдански) е политик и общественик от Социалистическа република Македония и председател на Събранието на Социалистическа република Македония.

## Биография
Произлиза от семейство на революционер от Куманово. Още на 11 години става партизански куриер. По-късно вече работи в министерството на вътрешните работи и полицията, където е бил министър в две събрания, както и министър на здравеопазването и на вътрешните работи, член на събранието на РМ и на Събранието на по-ранна Югославия. Носител е на „Партизански възпоменателен медал 1941“.
От 1963 до 1969 година е кмет на Куманово. Като градоначалник изгражда модерната визия на Градския площад.
Умира през 2007 година и е погребан в Куманово.